# 16-та танково-гренадерська дивізія СС «Рейхсфюрер СС»
16-та панцергренадерська дивізія СС «Рейхсфюрер СС»  — панцергренадерська дивізія у складі військ Ваффен-СС, що брала участь у бойових діях під час Другої світової війни.
Під час ведення бойових дій в Італії особовий склад дивізії скоїв низку воєнних злочинів і разом з 1-ю парашутно-танковою дивізією «Герман Герінг» брав непропорційну участь у масових вбивствах цивільного населення. Однією з можливих причин збільшення участі дивізії у воєнних злочинах було визначено той факт, що більша частина її керівництва спочатку походила з SS-Totenkopfverbände.

## Історія з'єднання
30 червня 1941, після початку вторгнення до Радянського Союзу, з 1-го батальйону 14-го піхотного полку СС «Мертва голова» був створений батальйон супроводу рейхсфюрера СС. Батальйон входив до складу командного штабу рейхсфюрера СС у 1941—1942 роках і брав участь у різних антипартизанських акціях. У лютому 1943 року батальйон був розгорнутий до штурмової бригади СС «Рейхсфюрер СС».
У червні 1943 року бригада була передислокована на Корсику. У середині вересня бригада була виведена з Корсики та відправлена у район Любляни. У жовтні 1943 року вона почала процес розгортання в дивізію СС. Дві роти 35-го полку СС — 14-а і 16-та в цей же час були відправлені до Італії, де в районі озера Гарда несли службу з охорони резиденції Муссоліні. Решта дивізії разом із новобранцями продовжувала формування у Словенії до кінця 1943 року.
3 жовтня 1943 року 16-та панцергренадерська дивізія СС «Рейхсфюрер СС» була розгорнута за наказом від 23 вересня 1943 року в районі Ліворно зі складу штурмової бригади СС «Рейхсфюрер СС». З цією метою 7500 новобранців з різних навчальних і резервних підрозділів СС були зібрані на базі Лайбах. До 31 грудня 1943 року чисельність дивізії, комплектування якої відбувалося на полігонах у Лайбаху та Ліворно, досягла 12 720 чоловік. Проте становище командного складу і матеріально-технічне забезпечення підрозділів з'єднання залишалося проблемним. Після висадки союзників у Анціо колишню «штурмбригаду СС рейхсфюрера СС» було передислоковано з Ліворно в район на південний захід від Чистерни та посилено тут 36-м панцергренадерським полком СС. На цьому напрямку підрозділи дивізії протистояли союзникам, що висадилися на плацдармі. 18 квітня 1944 року бойова група передала свої позиції 1028-му гренадерському полку і передислокувалась у Баден під Віднем. Там вона зустріла інші частини дивізії, які також сюди передислокувалися. Надалі дивізія мала брати участь в окупації Угорщини і вже перетнула угорський кордон у районі Раабу 19 березня 1944 року, посилена панцергренадерським полком СС «Лера» та новосформованим батальйоном супроводу «Рейхсфюрер СС».
З травня 1944 року вона воювала в Італії як дивізія до перекидання до Угорщини в лютому 1945 року.
27 червня 1944 року командний пункт 16-ї танково-гренадерської дивізії СС «Рейхсфюрер СС» у Сан-Вінченцо був захоплений американським 1-м батальйоном 133-го піхотного полку 34-ї піхотної дивізії.
З початком наступу союзників частини дивізії з боями відійшли спочатку до Ліворно, а потім до річки Арно. У липні 1944 року відбувся перший бій дивізії у місті Вольтерра на південний схід від Ліворно. В Арно німці та вірні Муссоліні італійські частини створили однойменну укріплену позицію, що простягалася від Пізи до Сан-П'єро-а-Сьєве. Після кровопролитних боїв на Арно гренадери СС відступили до Каррари. У боях південніше Флоренції дивізія втратила 823 особи.
У серпні 1944 року підрозділи дивізії протистояли союзникам у долині Узо. Деяка частина дивізії брала участь у антипартизанських акціях проти гарибальдійців (партизани-комуністи) на південному заході від Болоньї. Потім дивізія брала участь у боях у долині Поретта. У вересні дивізія проводила антипартизанські акції в районі Марцаботто. До кінця року вона продовжувала брати участь у боротьбі з італійським партизанським рухом. У грудні 1944 року чисельність дивізії знизилася до 14 223 осіб.
Наприкінці січня 1945 року частини дивізії почали перекидатися до Угорщини. На початку лютого дивізія прибула до Надьканіжа. Тут вона почала готуватися до участі у контрнаступі. Після початку операції «Весняне пробудження» дивізія брала участь у наступі на напряму Над'байом — Капошвар. Згодом дивізія брала участь у боях у Марцалі, Шомодьшард та Местегньє. Після краху операції вона відступила до Капошвару, а потім річкою Мура до Радкерсбурга. У квітні 1945 року на території Австрії частини дивізії змогли відірватися від переслідування Червоної армії і стрімко рухалися в напрямку британських військ, в результаті чого підрозділи дивізії дісталася Драви і здалася британцям в районі Клагенфурта і на захід від Граца.

### Воєнні злочини дивізії
Особовий склад дивізії скоїв багато воєнних злочинів, перебуваючи в Італії в ході Другої світової війни. Разом із 1-ю парашутно-танковою дивізією «Герман Герінг» 16-та танково-гренадерська дивізія СС, за оцінками, відповідальна за приблизно третину всіх цивільних осіб, убитих у масових вбивствах в Італії під час війни. Стосовно цих воєнних злочинів 16-й танковий розвідувальний батальйон СС і його командир Вальтер Редер було визнано як одного із головних винуватців. Підраховано, що дивізія вбила до 2000 італійських цивільних під час перебування там.
Тільки в серпні 1944 року в районах Версілія і Луніджана в Тоскані відбулося три великі акти масових вбивств. 12 серпня 1944 року 560 мирних жителів було вбито в Сант'Анна ді Стаццемі, 17 серпня — есесівці стратили 159 цивільних осіб у Сан-Теренцо-Монті, а починаючи з 24 серпня — вони вбили 173 цивільні особи у Вінкі. Дивізія також була відповідальна за різанину в Марцаботто, де було страчено щонайменше 770 італійських цивільних осіб, найкривавішу різанину, вчинену німецькою армією проти італійських цивільних у війні.
Майор Вальтер Редер, який підписав наказ про страту цивільних у Сан-Теренцо, був екстрадований до Італії в 1948 році та засуджений у Болоньї в 1951 році за воєнні злочини в Тоскані та в Марцаботто в Емілії-Романьї, де було вбито 770 осіб, що зробило це найгіршою різаниною мирних жителів, вчиненою Ваффен-СС у Західній Європі під час війни. Його визнали винним і засудили до довічного ув'язнення. Однак у 1985 році його звільнили, і він, не розкаявшись, повернувся до рідної Австрії, де його зустріли з повними військовими почестями. Помер у 1991 році.
У справі, порушеній із запізненням на десятиліття через недоречні докази, у Спеції в 2005 році десять офіцерів СС 16-ї панцергренадерської дивізії СС були заочно засуджені за вбивство за бійню, влаштовану в Сант'Анна ді Стаццема. Німецька прокуратура відмовилася продовжувати справу на тій підставі, що бракує доказів, які б прив'язували конкретні вбивства до конкретних підсудних.

## Райони бойових дій
- Югославія (жовтень 1943 — лютий 1944)
- Італія, Угорщина (лютий — травень 1944)
- Німеччина (травень — червень 1944)
- Італія (червень — грудень 1944)
- Угорщина, Австрія (грудень 1944 — травень 1945)

## Командування

### Командири дивізії
- СС-групенфюрер та генерал-лейтенант Ваффен-СС Макс Зімон (3 жовтня 1943 — 24 жовтня 1944)
- СС-оберфюрер Отто Баум (24 жовтня 1944 — 8 травня 1945)

### Підпорядкованість
| Час      | Корпус                          | Армія                           | Група армій (округ)             | Штаб       |
| -------- | ------------------------------- | ------------------------------- | ------------------------------- | ---------- |
| 1944     |                                 |                                 |                                 |            |
| квітень  | Командування у Східній Угорщині | Командування у Східній Угорщині | Командування у Східній Угорщині | Дебрецен   |
| червень  | LXXXV ак                        | АГр фон Цангена                 | Група армій «C»                 | Гроссето   |
| серпень  | XIV тк                          | 14 А                            | Група армій «C»                 | Каррара    |
| жовтень  | I пар.к                         | 14 А                            | Група армій «C»                 | Болонья    |
| листопад | I пар.к                         | 10 А                            | Група армій «C»                 | Болонья    |
| 1945     |                                 |                                 |                                 |            |
| січень   | LXXIII ак                       | 10 А                            | Група армій «C»                 | Болонья    |
| лютий    | Передислокація до Угорщини      | Передислокація до Угорщини      | Передислокація до Угорщини      | Надьканіжа |
| квітень  | I кк                            | 2 ТА                            | Група армій «Південь»           | Штирія     |

## Склад дивізії
- 35-й панцергренадерський полк СС
- 36-й панцергренадерський полк СС
- 16-й артилерійський полк СС
- 16-й танковий батальйон СС
- 16-й зенітний дивізіон СС
- 16-й самохідний розвідувальний батальйон СС
- 16-й саперний батальйон СС
- 16-й батальйон штурмових гармат «Штурмгешуц» СС
- 16-й батальйон зв'язку СС
- 16-й санітарний батальйон СС
- 16-й взвод постачання СС
- 16-й батальйон тилового забезпечення СС
- 16-й ремонтний батальйон СС
- 16-й запасний батальйон СС
- рота фельджандармерії
- рота дивізіонного ескорту
- школа бойової підготовки 16-ї дивізії СС

## Нагороджені дивізії

### Нагороджені Лицарським хрестом Залізного хреста
За час існування дивізії 2 особи її особового складу були нагороджені Лицарським хрестом Залізного хреста.

#### Лицарський хрест Залізного хреста з Дубовим листям (1)
- Макс Зімон — СС-групенфюрер та генерал-лейтенант Ваффен-СС, командир 16-ї панцергренадерської дивізії СС «Рейхсфюрер СС» (28 жовтня 1944)

#### Лицарський хрест Залізного хреста (1)
- Карл Гезеле — СС-оберштурмбаннфюрер, командир штурмової бригади СС «Рейхсфюрер СС» (4 липня 1944)

### Нагороджені іншими відзнаками
|  |  | Кавалери Золотого Німецького Хреста | 8 |

## Відео
- 16. SS Panzergrenadier-Division «Reichsführer-SS» [Архівовано 3 липня 2014 у Wayback Machine.]
- 16th SS «Reichsfuhrer-SS» Panzergrenadier Division [Архівовано 3 липня 2014 у Wayback Machine.]